# Albuca crispa
Albuca crispa är en sparrisväxtart som beskrevs av John Charles Manning och Peter Goldblatt. Albuca crispa ingår i släktet Albuca och familjen sparrisväxter. Inga underarter finns listade i Catalogue of Life.